# Rivière du Nord (rivière des Outaouais)
Pour les articles homonymes, voir Rivière du Nord.
Rivière du Nord, cours d'eau de la région administrative des Laurentides, Municipalité régionale de comté (MRC) d'Argenteuil, au Québec, Canada.

## Géographie
La rivière du Nord prend sa source au lac Brûlé, lui-même alimenté par quelques autres lacs. La rivière du Nord coule sur environ 125 km, d'abord du nord nord-ouest à partir de Sainte-Agathe-des-Monts jusqu'à Val-David et Sainte-Adèle puis du nord nord-est jusqu'à Saint-Sauveur puis du nord nord-ouest jusqu'à Prévost et Saint-Jérôme, de là, elle serpente jusqu'à Lachute venant du nord-est et arrose Saint-André-d'Argenteuil avant de se jeter dans la rivière des Outaouais, à l'entrée du lac des Deux Montagnes.

## Toponymie
L'origine de ce toponyme remonte au XVIIe siècle. On fait notamment mention de la «rivière du Nord» dans l'acte du 7 juin 1680, par lequel l'intendant Jacques Duchesneau concède la seigneurie d'Argenteuil à Charles-Joseph d'Ailleboust Des Muceaux. Par la suite, ce toponyme est resté stable. Le nom peut s'expliquer du fait que la rivière vient du nord ou que la région traversée était, à l'époque, considérée comme le Nord.

## Histoire
Un personnage, haut en couleur, se rattache à cette région. Antoine Labelle (1833-1891), curé de Saint-Jérôme de 1868 à 1891 et sous-commissaire du département de l'Agriculture et de la Colonisation de 1888 à 1890, emprunta cette voie d'eau afin de visiter et de soutenir les nombreux colons installés entre Saint-Jérôme et Mont-Laurier.
Le premier pont sur la rivière du Nord est construit par William Shaw (1805-1894), donnant son nom au village de Shawbridge, aujourd'hui partie intégrante de la ville de Prévost.